# Melchior
Melchior is een der drie wijzen uit het oosten, samen met Balthasar en Caspar. Als voornaam zou het betekenen: "de rechtvaardige".
Een andere verklaring, uit het Hebreeuws, is "de koning (God) is licht". Hij kan echter ook van Perzische oorsprong zijn.
De drie wijzen hebben de namen Caspar, Melchior en Balthazar waarschijnlijk pas in de 6e eeuw gekregen, toen er allerlei legenden over hen ontstonden. Het getal drie heeft men afgeleid van het drietal gaven die genoemd worden: goud, wierook en mirre. Kerkelijke feestdag: 6 januari. In Nederland komt de naam in verschillende vormen al vroeg in de Middeleeuwen voor (ca. 1600).

## Enkele naamdragers
- Melchior Franck, componist uit de Renaissance
- Melchior Josef Martin Knüsel
- Melchior Schoenmakers, Nederlands profvoetballer
- Melchior Wathelet (1949), voormalig minister-president van de Waalse Gewestregering
- Melchior Broederlam, middeleeuwse schilder uit de Zuidelijke Nederlanden
- Melchior Batenburg, priester te Hooglanderveen (Amersfoort), naar wie de Melchior Batenburglaan is vernoemd

- Melchior
- Melchior-Dominique de Thier
- Melchior (bier)
- Melchior (geslacht)
- Melchior (heilige)
- Melchior Adam Weikard
- Melchior Bolstra
- Melchior Broederlam
- Melchior Cano
- Melchior Franck
- Melchior Goubau d'Hovorst
- Melchior Grodziecki
- Melchior Heger
- Melchior Hirzel
- Melchior Hoek
- Melchior Hoffman
- Melchior Hoffmann
- Melchior Hofman
- Melchior Hofmann
- Melchior Huurdeman
- Melchior Josef Martin Knuesel
- Melchior Josef Martin Knusel
- Melchior Josef Martin Knüsel
- Melchior Joseph Francois Ghislain Goubau d'Hovorst
- Melchior Joseph François Ghislain Goubau d'Hovorst
- Melchior Khlesl
- Melchior Looijen
- Melchior Ludolf Herold
- Melchior Productions
- Melchior Roemer
- Melchior Romer
- Melchior Römer
- Melchior Schoenmakers
- Melchior Tieleman
- Melchior Treub
- Melchior Van Neipe
- Melchior Vulpius
- Melchior Wathelet
- Melchior Wathelet (1949)
- Melchior Wathelet (1977)
- Melchior Wezel
- Melchior d'Hondecoeter
- Melchior de Haze
- Melchior de Hondecoeter
- Melchior de Moucheron
- Melchior de Villegas Pellenberg
- Melchior de la Mars
- Melchior productions
- Melchior van Bon
- Melchior van Harbach
- Melchior van Hatzfeld-Gleichen
- Melchior van Herbach
- Melchior van Neipe
- Melchior van Redern
- Melchior van Rijn
- Melchior van Santvoort
- Melchior van den Kerckhove
- Melchioreilanden
- Melchiorre Ferraiolo
- Melchiorre Lo Piccolo